# مرغ عشق
مرغ عشق (نام رایج در ایران)، (نام علمی: Melopsittacus undulatus)، (به انگلیسی: budgerigar) کوچک‌ترین گونه از خانواده طوطی‌سانان می‌باشد و دانه‌خوار از خانوادهٔ پاراکیت بوده و بومی شرق استرالیا است. این پرنده دارای پرهای دُمی نسبتاً بلندی است و در طبیعت به رنگ‌های سبز و زرد با رگه‌های سیاه در نقاط مختلفی از بدن دیده می‌شود. این پرنده پس از سگ و گربه، محبوب‌ترین حیوان خانگی در دنیاست. مرغ عشق‌ها در اسارت به رنگ‌های آبی، سفید، خاکستری، سبز، بنفش، زرد و ترکیبی از این‌ها نیز قابل مشاهده هستند. مطالعات فیلوژنتیک نشان می‌دهند که این پرنده، ارتباط تکاملی بسیار نزدیکی با طوطی‌های زبان‌جارویی و طوطی انجیرخوار دارند.مرغ عشق‌ها بسیار باهوش هستند و توانایی یادگرفتن کارهای مختلف همانند تقلید صدا را دارند. از نام‌های پرطرفدار مرغ عشق می‌توان به پسته و بادام و بلوط اشاره کرد.

## تاریخچه
مرغ عشق برای اولین بار در اواخر سال ۱۷۰۰ میلادی به صورت گله‌های وحشی در استرالیا مشاهده شد که تعداد افراد این گله‌ها به هزاران قطعه می‌رسید. نام انگلیسی مرغ عشق «باجریگار» از کلمه بومی Budgerigar گرفته شده است که این لغت در زبان بومیان استرالیا به معنی «غذای خوب» می‌باشد و شاید علت این تسمیه بدان جهت بوده است که وجود این پرنده در منطقه‌ای دلیل وفور نعمت و غذای فراوان در آن منطقه بوده است، زیرا که این پرنده در شرایط مناسب غذایی به شدت زاد و ولد نموده و گله‌های بزرگی به وجود می‌آورد. این پرنده برای اولین بار در سال ۱۸۰۵ توسط «جورج شاو» مدیر جانورشناسی موزه طبیعی بریتانیا شناسایی شد و در سال ۱۸۳۲ طبیعی‌دان «موزه لینه» که «یوهان واگلر» نام داشت توضیحاتی دربارهٔ مرغ عشق منتشر کرد. در سال ۱۸۴۰ میلادی، زیست‌شناسی به‌نام جان گولد، نام علمی فعلی این پرنده را انتخاب کرد.
او این پرنده را از استرالیا خارج کرد و به انگلستان برد. موج تقاضا برای این پرنده موجب شد تا کشتی‌های زیادی دست به کار انتقال این پرندگان به اروپا، مخصوصاً انگلستان، هلند و بلژیک بزنند. کشتی‌ها مرغ عشق‌ها را در دسته‌های چند ده هزارتایی حمل می‌کردند. در طول سفر چند هفته‌ای، فقط تعداد اندکی از آنان سالم به اروپا می‌رسیدند. به‌زودی این پرنده اهلی شد و از طریق انگلستان به تمام دنیا منتقل شد. مرغ عشق در سال ۱۸۴۶ برای اولین بار وارد کشور فرانسه شد و هشت سال بعد یعنی در سال ۱۸۵۴ طبیعی دان فرانسوی «جان دلون» مقاله‌ای در خصوص تکثیر، تغذیه و نگهداری مرغ عشق منتشر کرد. در سال ۱۸۵۹ نویسنده آلمانی «کارل بوله» در نشریه پرنده‌شناسی آلمان مقاله مفصلی دربارهٔ مرغ عشق منتشر کرد.
از نوشته‌های «بوله» چنین بر می‌آید که مرغ عشق در آن زمان در تمامی شهرهای بزرگ آلمان به عنوان حیوان خانگی رایج بوده است و بنا به گفته او مرغ عشق برای اولین بار در سال ۱۸۵۵ درشهر برلین آلمان توسط «گرفین شورین» تکثیر یافت. مرغ عشق از سال ۱۸۶۰ به بعد در تمامی باغ وحش‌های آلمان وجود داشته و با موفقیت تکثیر و پرورش یافته است. طی ۵۰ سال، واحدهای عظیم تجاری به وجود آمدند که هزاران قطعه از این پرنده کوچک را برای دوستداران پرندگان زینتی تکثیر می‌کردند. در اواخر قرن نوزدهم واردات مرغ عشق به ارقام غیرقابل تصوری رسید. بنابر نوشته‌های «دبراسای» تنها در سال ۱۸۹۴ واردات پرندگان زنده به بندرهای فرانسه بالغ بر یک میلیون و دویست هزار قطعه بوده که در آن، واردات مستقیم به انگلستان و آلمان منعکس نشده است و از زمانی که وارد ایران شدند بسیار مورد توجه دوستداران پرنده‌ها قرار گرفتند.

## ویژگی‌ها

آناتومی یک مرغ عشق نَر

مرغ عشق اهلی از هم‌نوعان وحشی خود بزرگ‌تر است. طول بدن نوع وحشی در طبیعت حدود ۱۸ سانتی‌متر و وزن آن‌ها ۳۰ تا ۴۰ گرم است. طول عمر مرغ عشق اهلی بین ۵ تا ۱۰ سال هست، البته در مواردی تا ۱۷ سال و بیشتر هم گزارش شده. طول عمر آن‌ها بستگی زیادی به نحوهٔ نگهداری، نوع تغذیه، تمرینات بدنی و نژاد پرنده دارد. نوع انگلیسی عمر کوتاه‌تری نسبت به نوع معمولی دارد و به‌طور متوسط بین ۴ تا ۶ سال عمر می‌کند. آمار دقیقی در مورد طول عمر نوع وحشی در طبیعت در دسترس نیست.
رنگ طبیعی این حیوان سبز چمنی بوده و پشت سینه و شکم، سبز و پشت سر آبی است. بالای شانه و روی بال‌ها زرد همراه با خط‌های سیاهی به صورت موجی می‌باشد. دو پر بزرگ از میان دم پرنده بیرون آمده که آبی تیره‌اند. پرهای دم سبز بوده و دارای نوار زردی می‌باشد. صورت مرغ عشق تا گلو زرد روشن است. نوک این پرنده مانند سایر طوطی‌ها خمیده و نیمهٔ پایینی آن کوچک‌تر از نیمهٔ بالایی است.

## تعیین جنسیت
تعیین جنسیت در مرغ عشق‌های جوان به راحتی امکان‌پذیر نیست اما این پرنده پس از سن ۴ تا ۶ ماهگی دارای دودیسی جنسی می‌شود. ناحیه‌ای پوستی در بالای فرانوک پرنده و پیرامون سوراخ‌های بینی وجود دارد. رنگ این ناحیه در مرغ عشق نر، آبی تیره یا بنفش است اما در ماده‌ها، آبی روشن و نسبتاً سفید، قهوه‌ای یا متمایل به قهوه‌ای است. رنگ این ناحیه در جوجه‌ها و نابالغ‌ها، در هر دو جنس، صورتی و روشن است. تعیین جنسیت این پرنده یا توجه به ویژگی‌های رفتاری نیز قابل انجام است. پرندهٔ نر معمولاً بازیگوش‌تر، پُر سروصداتر و اجتماعی‌تر است و جنس ماده معمولاً آرام‌تر و قلمروطلب است. تعیین جنسیت این پرنده از طریق آزمایش خون، آزمایش پَرها و پوستهٔ تخم نیز قابل انجام است.

## رفتارشناسی

### تولید مثل
تولیدمثل این پرنده از سن ۴ ماهگی ممکن است. در طبیعت شروع تخم‌گذاری مرغ عشق در آغاز فصل بارندگی می‌باشد. این پرنده خود می‌تواند ماه‌ها با آب کم زندگی کند اما علت اینکه تمایل شدیدی برای تخم‌گذاری در فصل بارندگی دارد این است که برای پرورش جوجه‌های خود نیاز به آب دارد. این پرنده لانه‌سازی نمی‌کند بلکه از سوراخ‌های موجود بر روی درختان استفاده می‌کند؛ و برای پر کردن کف لانه از پوسته خود درخت استفاده می‌کنند. حتی در صورتی که درختان زیادی در ناحیه موجود باشد تمام جفتهای یک گروه (گروه‌ها معمولاً ۱۰ تا ۵۰ تایی هستند) روی یک درخت تخم‌گذاری می‌کنند.

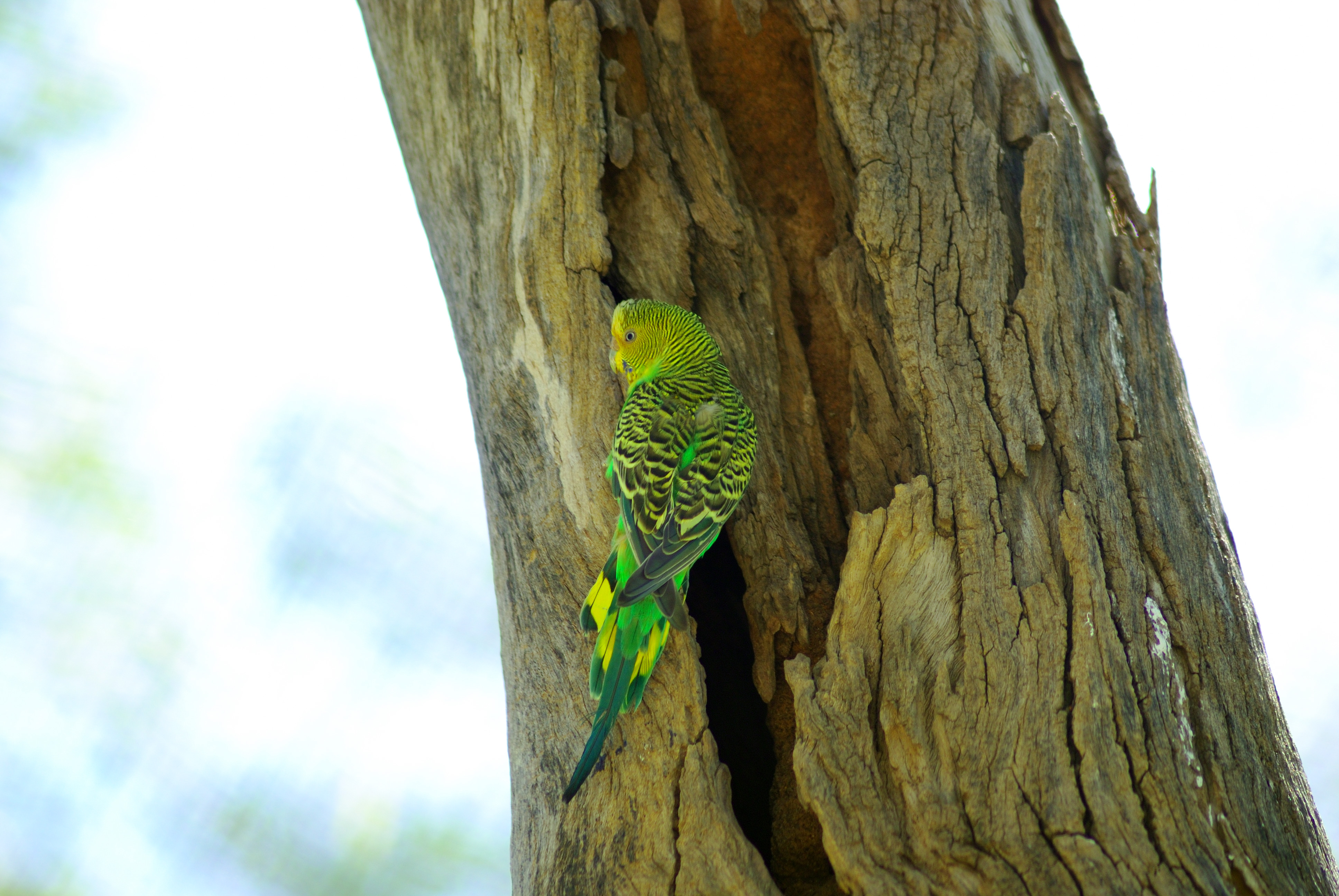
یک مرغ عشق در طبیعت

پرنده ماده ۴ تا ۶ تخم می‌گذارد و به مدت ۱۸ تا ۲۱ روز بر روی آن‌ها می‌خوابد. جوجه‌ها، پس از خروج از تخم، به‌مدت یک ماه، توسط والدین، تغذیه و نگهداری می‌شوند.
در طول خوابیدن پرندهٔ ماده روی تخم‌ها، پرندهٔ نر در حوالی لانه می‌ماند و نقش نگهبان را بر عهده دارد و از دهانه لانه، ماده را تغذیه می‌کند. مرغ عشق نر گاهی به ماده کمک کرده و در مواقع سرد بودن هوا به لانه رفته و لانه گرم می‌کند.

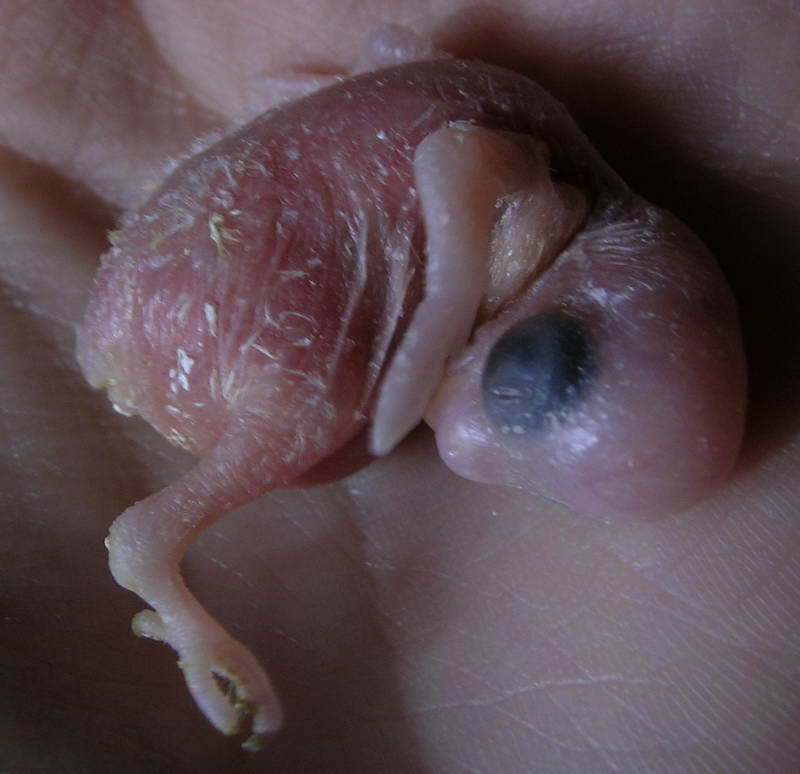
جوجه در ۵ روزگی

 در هنگام تخم‌گذاری در برخی موارد ماده پرهایش می‌ریزد و احتمالاً این کار برای ایجاد محیطی گرم برای تخم‌ها و جوجه‌ها می‌باشد.

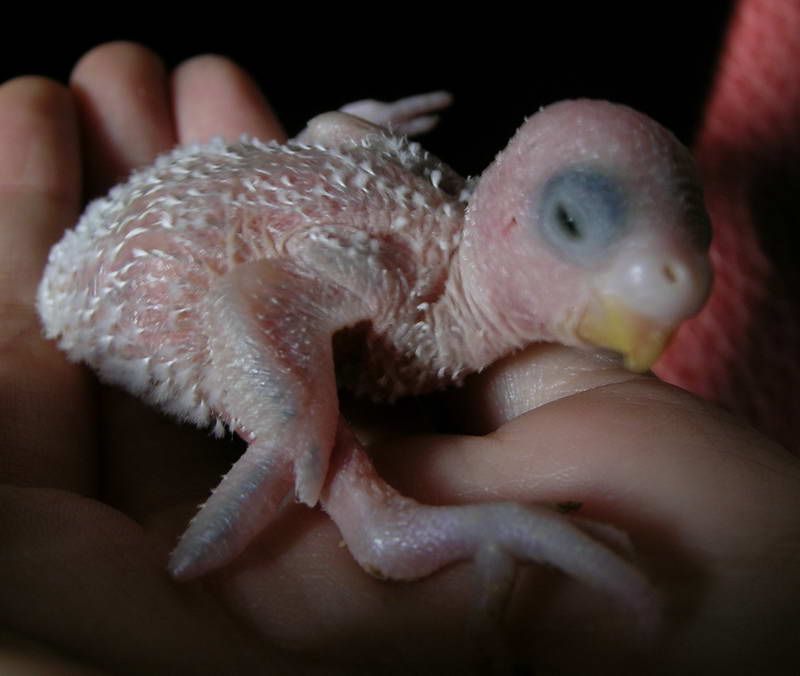
جوجه در ۱۱ روزگی

بعد از تولد جوجه‌ها ماده آن‌ها را به وسیله خوراک نرم معده اش تغذیه می‌کند و بعد از چند روز بچه‌های بزرگتر از غذای نیمه هضم شده لوله مری و کوچکترها هنوز از طریق معده تغذیه می‌شوند. به منظور جداسازی تغذیه کودکان ابتدا بچه‌های بزرگتر از طریق لوله مری تغذیه می‌شوند و سپس جوجه‌های کوچکتر از طریق معده تغذیه می‌گردند. بعد از به دنیا آمدن جوجه ا ماده کمتر از قبل مبادرت به خروج از لانه می‌کند و تنها مواقع ضروری برای دفع فضله، تغذیه یا تمیز کردن خود خارج می‌شود.

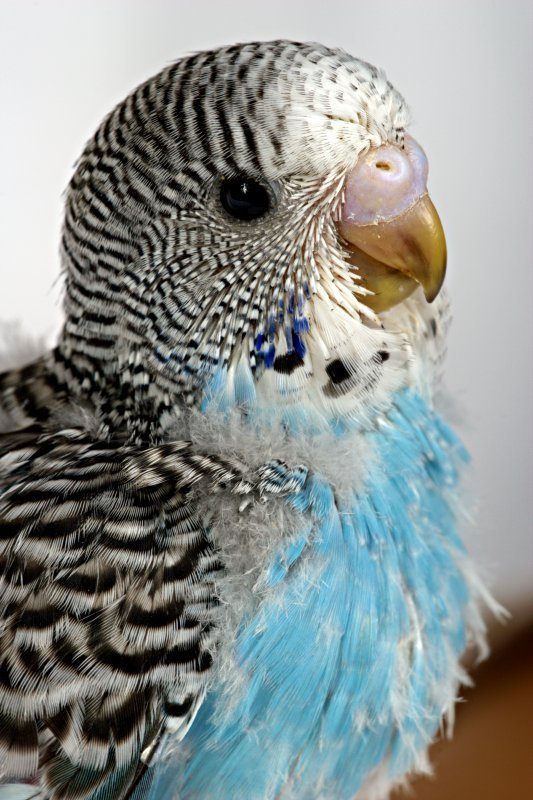
جوجه مرغ عشق

ماده همیشه از طریق نر تغذیه می‌شود که این تغذیه شامل دانه‌های هضم شده آماده نیز می‌شود چون اگر قرار باشد ماده غذا را هضم کند وقت بیشتری می‌برد و شرایط محیط برای تأمین غذا نیز نا معلوم است پس باید در وقت صرفه جویی کرد و نوزادان را هر چه زودتر پرورش داد.
دو تا سه هفته مرغ عشق ماده از نوزادان در زیر بال و پر خود مراقبت می‌کند تا اینکه پرهای آن‌ها در می‌آید. بعد از حدود چهار هفته مرغ عشقهای جوان می‌توانند از لانه بیرون بیایند و پرواز کنند. آن‌ها قادر به داشتن زندگی مستقل هستند اما پدر تا یک یا دو هفته از آن‌ها مراقبت کرده و گه گاه تغذیه‌شان می‌نماید. در حین این مدت مرغ عشق ماده نیز اگر شرایط برای تخم‌گذاری سری دوم مناسب باشد مقدمات را آماده می‌کند. در سه ماه اول مرغ عشق هنوز پرهای اولیه را دار هست و تفاوت چندانی از نظر ظاهر با مرغ عشقهای بالغ ندارد. تنها رنگشان مات‌تر از مرغ عشقهای بالغ است. رنگ پوست بینی روشن است و به سختی می‌توان آن‌ها را تعین جنسیت کرد. مهم‌ترین نشانهٔ مرغ عشقهای جوان رنگ چشمان آنهاست که فقط سیاهی آن معلوم است (فاقد هرگونه حلقهٔ سفید اطراف). بعد از ۳ ماه پرهای مرغ عشق می‌ریزد و از این موقع به بعد مرغ عشق کاملاً مانند بقیه مرغ عشق‌های بالغ می‌شود و آماده تولید مثل می‌شود.

## مرغ عشق و انسان

### به‌عنوان حیوان خانگی و نگهداری
مرغ عشق‌ها بهتر است به صورت بیش از یک جفت نگه‌داری شوند. مرغ عشق به محیط اطراف خود خو می‌گیرد و نباید جای قفس پرنده را تغییر داد. قفس پرنده باید جایی باشد روشن و تا حد ممکن ساکت؛ و در محل‌های پر رفت‌وآمد و پشت پنجره که نور آفتاب دائم به آن‌ها بتابد محل مناسبی نیست، زیرا اگر مرغ عشق زیاد زیر نور آفتاب بماند سکته می‌کند. درصورت مهیا بودن شرایط، ماهی سه بار پرواز در محیط خانه یا محل بسته نگهداری به شدت توصیه می‌شود. قفس پرنده باید در بالا باشد تا پرنده به همه چیز مسلط باشد و احساس ترس نکند. اگر مثلاً قسمتی از قفس رو به دیوار باشد به‌طوری‌که مرغ عشق از پشت خود خیالش راحت باشد بسیار برای او مناسب خواهد بود.
کف قفس را با شن مخصوص پرندگان یا روزنامه غیر رنگی (رنگ استفاده شده در چاپ روزنامه برای پرنده مضر است) بپوشانید و حداقل یکبار در هفته آن را تعویض کنید.

در قفس باید میله‌هایی به قطر ۲٫۵ تا ۳ سانتیمتر قرار داده شود تا مانع ابتلای پرنده به بلندی ناخن شود. همچنین باید در قفس از شاخه درختان نیز برای نشستن پرندگان استفاده شود. مرغ عشق برای اینکه منقارش بیش از اندازه بلند نشود باید همیشه با آن کار کند، وجود شاخه درختان در قفس باعث می‌شود مرغ عشق با نوکش آن‌ها را بکند. این شاخه‌ها باید دائماً عوض شوند.
ظروف آب و غذای مرغ عشق‌ها نیز نباید زیاد تعویض کرد زیرا به آن ظرف عادت می‌کنند و از ظرف جدید ممکن است بترسند و این باعث گرسنگی آن‌ها بشود. در صورت تمایل به نگهداری بیش از یک جفت مرغ عشق در یک قفس باید حتماً به این موضوع اشاره شود که هر جفت مرغ عشق برای داشتن بهترین بازده برای زندگی به فضایی معادل یک مکعب با اضلاع ۵۰ سانتی‌متر نیازمند می‌باشند و در صورت داشتن فضایی کم‌تر از این حدود بی شک میان جفت‌ها درگیری بر سر قلمرو زیستی پیش خواهد آمد.
البته اگر آن‌ها را با جوجه‌هایشان (جوجهٔ ۲ ماه به بالا) دریک قفس انداخته به جان یکدیگر افتاده و ظرف ۳ الی ۴ روز یکدیگر را می‌کشند.

### تقلید و تکرار صداها
مرغ عشق قادر به تقلید کلمات هست. قدرت فراگیری سخن گفتن در مرغ عشق از بسیاری از طوطی سانان دیگر از جمله عروس هلندی قوی تر است. برای آموزش دادن یک مرغ عشق به تقلید صداها و کلمات باید توجه داشت که اولاً مرغ عشق جوجه باشد و دوما باید تنها نگهداری شود. مرغ عشق‌های نر یکی از تواناترین طوطیها در یادگیری کلمات است و قادر به آموختن آسان کلمات، عبارات و سوت زدن است. گزارش شده است که یک مرغ عشق نر می‌تواند بیش از ۱۷۰۰ کلمه را یادگرفته و تکرار کند.

## بیماری‌ها

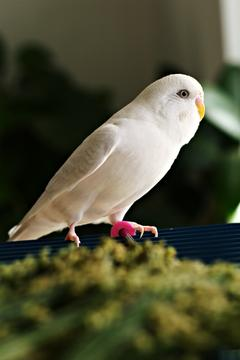
مرغ عشق سفید یا آلبینو

مرغ عشق همانند سایر پرندگان به بسیاری از بیماری‌های طیور مبتلا می‌شود و مهم‌ترین این بیماری‌ها عبارتند از: بیماری نیوکاسل، بیماری پر ریزی فرانسوی، بیماری جوجه مرغ عشق، بیماری آبله، بیماری پستیاکوز، بیماری سالمونلوز بیماری مگا باکتریوز، بیماری تریکومونیازیس، بیماری کوکسیدیوز، بیماری جرب، بیماری اسپرژیلوز. هر کدام از بیماری‌های یادشده علایم و نشانه‌های خاصی دارد و برای درمان آن‌ها باید به دامپزشک مراجعه کرد. علائمی مانند عطسه‌های متوالی و مشاهده آبکی تر شدن فضله در این پرنده طی چند روز متوالی، نشانه خطر شناخته شده و باید سریعاً نسبت به بر طرف کردن آن اقدام کرد؛ بدین صورت که از جریان هوای مستقیم جلوگیری به عمل آمده، پرنده را در دمای بالاتر نسبت به محیط بیرون نگهداری کرده و با استفاده از نور مادون قرمز (با فاصله۳۰ سانتی از پرنده) گرما دهی کنید تا جریان خون در پرنده بالا رفته و با افزایش دما، این علائم خطرناک بهبودی یابند. برخی بیماری‌های نادر از جمله کیست آدنوسارکومای پاپیلاری نیز در این گونه طوطی گزارش شده‌اند.